# جان مینارد کینز
جان مینارد کینز (به انگلیسی: John Maynard Keynes)، (زادهٔ ۵ ژوئن ۱۸۸۳ - درگذشتهٔ ۲۱ آوریل ۱۹۴۶)، فیلسوف و اقتصاددان برجسته قرن بیستم و بنیانگذار یک مکتب فکری در علم اقتصاد است که به نام اقتصاد کینزی شناخته می‌شود.

اقتصاد نئو-کینزی مدل آی‌اس-ال‌ام برای تحلیل اثر شوک‌های تقاضا بر اقتصاد استفاده می‌شود

## زندگی
کینز در ۵ ژوئن ۱۸۸۳ در انگلستان متولد شد. خانواده وی از طبقه متوسط جامعه محسوب می‌شدند. جان مینارد کینز فرزند نویل کینز اقتصاددان مشهور است و از این نظر با جان استوارت میل که او نیز فرزند جیمز میل اقتصاددان مشهور قرن نوزدهم پدر و فرزند اقتصاددان بوده‌اند قابل مقایسه است. پدر وی استاد اقتصاد و منطق دانشگاه کمبریج بود. وی پس از اتمام تحصیلات متوسطه به دانشگاه ایتون راه یافت و از آنجا در سال ۱۹۰۲ به دانشگاه کمبریج رفت. وی پس از اتمام تحصیلات خود در کمبریج، در اداره هندوستان وزارت دفاع انگلستان به‌عنوان کارمند جزء مشغول به کار شد. حاصل کار وی در هندوستان کتاب ارزنده پول و مالیه هند بود. وی بعدها بخاطر ویرایش این کتاب به عضویت کمیسیون پادشاهی برای بررسی مسئله پول هند درآمد. کینز در سال ۱۹۰۹ به کمبریج بازگشت و به‌عنوان دانشیار ارشد کالج کارش را شروع کرد و در سال ۱۹۱۱ نیز سردبیری یک مجله اقتصادی را پذیرفت.
کینز، در زمان جنگ جهانی اول در خزانه‌داری انگلیس مشغول به‌کار بود و پس از جنگ، ریاست هیئت نمایندگی خزانه‌داری انگلیس در کنفرانس صلح پاریس را بر عهده داشت. در سال ۱۹۱۹ نماینده وزیر دارایی در شورای عالی اقتصاد انگلستان شد؛ ولی خیلی زود از این سمت کناره‌گیری نمود. چون توصیه‌های او در مورد نحوه دریافت غرامت جنگی از دولت آلمان مورد پذیرش مقامات انگلیسی واقع نشد. او معتقد بود که میزان غرامت پرداختی توسط آلمان باید به ۲ میلیارد پوند محدود شود چون آلمان شکست خورده توان پرداخت مبلغ بیشتری را ندارد. وی پس از استعفا به نوشتن کتاب پیامدهای اقتصادی صلح مشغول شد که در مدت کوتاهی پس از انتشار به فروش فوق‌العاده ای دست یافت و تبدیل به یکی از تأثیر گذارترین کتاب‌های قرن بیستم شد. او در این کتاب به انتقاد از سیاست‌های رهبران متفقین در قبال آلمان جنگ زده پرداخت.
کینز رئیس دو روزنامه منچستر گاردین و نیشن بود. همچنین ریاست بیمه عمر را نیز برعهده داشت. در سال ۱۹۲۱ کتابی درباب احتمالات نگاشت که ستایش برتراند راسل را برانگیخت. در سال ۱۹۲۳ رساله در باب اصلاح پولی را نگاشت و با بازگشت بریتانیا به پایه طلای پیش از جنگ مخالفت کرد.
وی در سال ۱۹۲۵ با لیدیا لوپوکووا ازدواج کرد. لیدیا، یک بالرین روس بود و تحصیلات بسیار کمی داشت. اما به عقیده کینز از روحی آزاد بهره‌مند بود آن‌ها از این ازدواج صاحب فرزندی نشدند.
در سال ۱۹۳۰ کتاب گفتاری دربارهٔ پول را دربارهٔ علل پولی بحران‌های اقتصادی در معرض افکار قرار داد.
کینز در سال ۱۹۳۶ کتاب نظریه عمومی اشتغال، بهره و پول را منتشر نمود که یکی از تأثیرگذارترین کتاب‌های اقتصادی قرن بیستم محسوب می‌شود در سال ۱۹۴۰ کتاب چگونه باید هزینه جنگ را بپردازیم را منتشر کرد. درسال ۱۹۴۲ به ریاست شورای تشویق هنر و موسیقی درآمد و به طبقه نجبا ارتقاء یافت و لقب لردی گرفت. همین‌طور وی به سمت ریاست بانک انگلستان منصوب شد.
کینز که از سال ۱۹۳۷ به بیماری قلبی مبتلا شده بود، در ۲۱ آوریل ۱۹۴۶ در خانه روستایی خود در ساسکس، تیلتون در گذشت. او پس از مرگ سوزانده شد و خاکسترش در بلندی‌های منطقه به باد سپرده شد.
او از نیاکان اسکندر کینز بازیگر نقش ادموند در سه‌گانه سرگذشت نارنیا است.

## تحصیلات
جان مینارد کینز در رشته ریاضی تحصیل می‌کرد ولی به دلیل آشنایی با آثار برتراند راسل و آلفرد نورث وایتهد، کار کردن در این رشته را کنار گذاشت تا فرصت کند در باب اقتصاد ایده‌های خود را مطرح نماید. او مکتب کینزی را در اقتصاد برپا کرد که این مکتب در زمینه اقتصاد به اسم بنیان‌گذارش همچنان پابرجاست.
با توجه به استعداد بالای جان مینارد کینز در رشته ریاضی، او نسبت به هم‌کلاسی‌های خود مقداری بالاتر قرار می‌گرفت و به دلیل همین استعداد بود که توانست در کالج ایتون بورس شود. با توجه به حضور او در کالج ایتون فرصت پیش آمد که در رشته‌های فلسفه و تاریخ نیز استعدادهای خود را پرورش دهد و همچنین با حضور در آن‌جا فرصت مناسبی جهت ارتباط با اشراف و اعیان را نیز پیدا کرد.
پس از این‌که تحصیلات متوسطه او به پایان رسید، به دانشگاه اتون رفت و از آن‌جا هم در سال ۱۹۰۲ به کمبریج راه یافت. سپس با پایان یافتن دوره تحصیلی‌اش در کمبریج بود که به عنوان کارمند در اداره هندوستان وزارت دفاع انگلستان مشغول به‌کار شد. همچنین در سال ۱۹۰۹ مجدد به کمبریج بازگشت و به عنوان دانشیار ارشد کالج آغاز به‌کار کرد و هم‌زمان نیز به عنوان سردبیر مجله اقتصادی را در سال ۱۹۱۱ پذیرفت.

### روابط

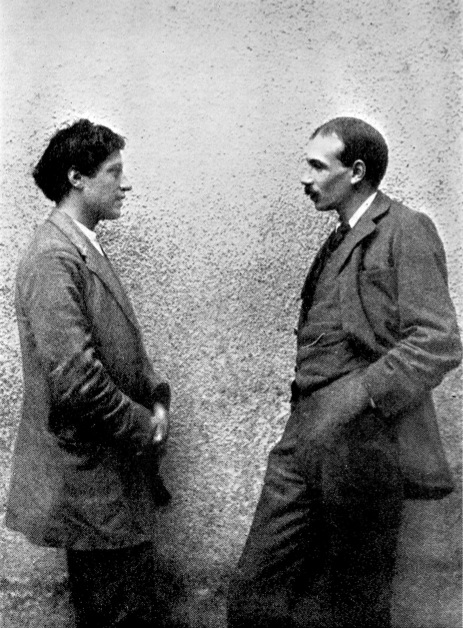
نقاش دانکن گرانت (چپ) و کینز در ۱۹۱۲

روابط اولیه کینز فقط با مردان بود. از کسانی که با وی رابطه داشتند به دیلی ناکس و دنیل مک‌میلان می‌توان اشاره کرد. کینز در زمینه روابطش چیزی را مخفی نمی‌گذاشت و بین ۱۹۰۱ تا ۱۹۱۵ در دفترچه خاطرات مختلفی شرح روابط جنسیش را به تفصیل نگارش کرد.
دوستان کینز در جمع بلومزبری از اینکه بعدتر وی با زنان رابطه برقرار کرد تعجب کردندکه نشان می‌دهد وی دوجنس‌گرا بود.

## نظریات
پیش از کینز، تصور عمومی اقتصاددانان بر آن بود که نوسان‌های اقتصادی، عدم تعادل‌هایی هستند که در کوتاه‌مدت توسط مکانیزم بازار اصلاح می‌شوند و شرایط اشتغال کامل مجدداً احیا می‌شود. اما کینز معتقد بود که این چرخه‌های مخرب ممکن است در بلندمدت برگشت‌ناپذیر باشند و لذا دولت می‌بایست برای رسیدن به اشتغال کامل در اقتصاد دخالت نماید.
کینز برخلاف نظریات اقتصاد کلاسیک، منتقد رویکرد به اقتصاد آزاد و سپردن اقتصاد به نیروهای بازار بود. وی این نظریه را که جامعه در حالت تعادل به اشتغال کامل می‌رسد رد کرد و اعتقاد داشت که سطح اشتغال با میزان تولید و میزان تولید با میزان تقاضای مؤثر (یعنی میزان خرید کالاها و خدمات) ارتباط مستقیم دارد؛ بنابراین وی معتقد بود که برای کاهش بیکاری، دولت می‌بایست اشتغال ایجاد نماید؛ هرچند که این اشتغال غیرمولد باشد.
جان مینارد کینز برای روزولت توضیح داد که برای ایجاد «مجموع تقاضا» ی کافی که مانع انجماد اقتصاد شود باید دولت‌ها از این به بعد با خرج بسیار بیشتر از درآمد، قدرت خرید جدید (یعنی شغل جدید) ایجاد کنند. پس از این، خرج بیشتر از درآمد در دولت‌ها به یک سیاست همیشگی تبدیل شد و کسری بودجه روزبه‌روز بیشتر شد. وقتی از کینز می‌پرسیدند که در درازمدت این افزایش شدید کسری بودجه تا کی می‌تواند ادامه پیدا کند، این جواب معروفش را تحویل می‌داد که «دیر یا زود همه رفتنی‌اند».
جان مینارد کینز، در سال ۱۹۴۴، در کنفرانس برتون وودز که صندوق بین‌المللی پول را به وجود آورد، از طرف انگلیسی‌ها و هری دکستر وایت از طرف آمریکایی‌ها سرسختانه معتقد بودند که آزادسازی حساب سرمایه زیان‌بار است و به هر قیمت باید از آن اجتناب شود. به نظر آنان این اقدام کشورها را از پیگیری سیاست‌های مستقل اقتصادی بازمی‌دارد. مهم‌تر آنکه کینز عقیده داشت بازارها غیرعقلانی هستند. ذهنیت مردم منجر به خوش‌بینی حاد می‌شود و گسترش بیش از حد آن به بدبینی عمیق می‌انجامد که تداومی درازمدت دارد. دولت‌ها بایستی از شهروندان خود در مقابل افسارگسیختگی ارواح شرور مراقبت کنند. چنان‌که در طرح کینز آمده‌است «اعتقاد عموم بر این است که کنترل حرکت سرمایه، چه به داخل و چه به خارج، باید ویژگی دائمی اقتصاد پس از جنگ باشد.». این استدلال تعیین‌کننده در بند ششم از بندهای موافقت‌نامهٔ صندوق بین‌المللی پول که بر ابزارهای کنترلی سرمایه تأکید دارد ملحوظ شده (و اکنون صندوق بین‌المللی پول خواهان حذف آن است).
عده‌ای معتقدند که مایکل کالسکی پیش از کینز برخی از نظریات او را بیان کرده‌است ولی چون آثار او به انگلیسی ترجمه نشده به شهرت کنونی کینز نرسیده‌است.

## اقتصاد کینزی
نظریه اقتصادی کینزی به رکود بزرگ دهه ۱۹۳۰ مربوط می‌شود که جان مینارد کینز تحلیل خود را در خصوص آن بحران نوشته‌است. اقتصاد کینزی نظریه‌ای در اقتصاد کلان است که بر پایه ایده‌های جان مینارد کینز بنا شده‌است. اقتصاددانان کینزی‌گرا استدلال می‌کنند که تصمیمات بخش خصوصی گاهی ممکن است منجر به نتایج غیرکارا در اقتصاد کلان شود و بنابراین از سیاست‌گذاری فعال دولت در بخش عمومی حمایت می‌کنند. این سیاست‌گذاری‌ها شامل سیاست‌های پولی که توسط بانک مرکزی اعمال می‌شود، یا سیاست‌های مالی حکومت که به قصد پایدار کردن چرخه تجاری انجام می‌شود، باشد.
کینزگرایی ملی، نوعی سیاست اقتصادی-سیاسی است که در تلاش است در درون نظام سرمایه‌داری با ارائه مجموعه‌ای خدمات رفاهی-اجتماعی و کنترل نسبی اقتصاد توسط دولت از بروز بحران‌های ادواری و غیرادواری نظام اقتصادی سرمایه‌داری جلوگیری کند.

## اصول و عقاید مکتب کینزی

### تأکید بر اقتصاد کلان
تمرکز کینز و طرفدارانش معطوف به بخش‌های کلان اقتصاد بود؛ مثل درآمد کل، پس‌انداز کل، مصرف کل و نهایتاً اشتغال کل. در این زمینه با نگاهی عمل‌گرایانه، سعی داشتند که مشکلات واقعی اقتصاد را حل نمایند.

### اهمیت تقاضا
کینز معتقد است که این تقاضاست که عرضه را به‌وجود می‌آورد. اقتصاددانان مکتب کینزی بر تقاضای کل به عنوان عامل اصلی درآمد ملی محصول اشتغال، تکیه می‌کنند. تقاضای مؤثر شامل: جمع بین مصرف، سرمایه‌گذاری، بخش دولت و مخارج خالص صادرات است.

### عدم ثبات در اقتصاد
در نگاه کینزی، اعتقاد نظریه‌پردازان مکتب کلاسیک که معتقدند اقتصاد به‌صورت خودکار با مکانیسم بازار به تعادل دست می‌یابد، صحیح نمی‌باشد. کینز در این رابطه اظهار می‌دارد که اگر بخواهیم به امید ایجاد تعادل به وسیله بازار صبر کنیم، بحران مالی جهانی که گرفتار آن شده‌ایم، ممکن است ۵۰ سال دیگر به طول بینجامد و تا آن زمان حتی همه ما از دنیا رفته باشیم.
در نگاه کینزی، اقتصاد، همواره با رکود و رونق مواجه خواهد شد چراکه سرمایه‌گذاری در اقتصاد نامنظم بوده و جابه‌جا می‌شود. به اعتقاد کینز، برخلاف نظرات دیگران، سرمایه‌گذاری و پس‌انداز به صورت خودکار به تعادل نمی‌رسند و این دولت و بانک مرکزی هستند که باید در این زمینه هماهنگی لازم را انجام دهند.

### چسبندگی قیمتو دستمزد
کینزی‌ها بر این باورند که به دلیل عوامل ساختاری چون، قراردادهای کارگری، قوانین حداقل دستمزد و … دستمزدها به سمت پایین چسبیده‌است. در دورانی که تقاضای کل در اقتصاد کاهش یابد، واکنش واحدهای تولیدی نیز کاهش در فروش و همچنین اخراج کارگران خواهد بود؛ نه در جهت کاهش دستمزدها. از دیدگاه کینزین‌ها قیمت هم به سمت پایین چسبندگی خواهد داشت.

### سیاست پولی و مالی فعال
کینزین‌ها معتقدند که دولت باید با استفاده از سیاست‌های پولی و مالی در جهت رسیدن به اشتغال کامل، ثبات قیمت‌ها و رشد اقتصادی تلاش نماید. همچنین در صورت مواجهه با دوران رکود و بحران اقتصادی، سعی نماید که مخارج خود را افزایش داده یا مالیات را کاهش دهد. دولت باید عرضه پول را افزایش داده تا بتواند نرخ بهره را کاهش دهد به این امید که بتواند مخارج سرمایه‌گذاری را افزایش دهد.
همچنین برای مقابله با تورم که از مازاد تقاضای کل به‌وجود خواهد آمد نیز راهکاری را پیش روی دولت پیشنهاد می‌کند به این شکل که: اول مخارج خود را کاهش دهد، مالیات‌ها را بالا ببرد برای اینکه مخارج مصرفی خصوصی را کاهش دهد و در نهایت نیز عرضه پول را کم کند تا نرخ بهره را بالا ببرد که این خودش منجر به پایین آمدن مخارج سرمایه اضافی می‌شود.

## اعتقاد طرفداران کینزی
طرفداران جان مینارد کینز اعتقاد دارند که اقتصاد سرمایه‌داری مدل مناسبی است ولی لازم است برخی مواقع از آن حمایت صورت گیرد. کینز در پی این بود که اقتصاد کشور بریتانیا را از رکود بزرگ خارج کند و در بازار برای تقاضا تحریک ایجاد نماید که این مهم با افزایش حقوق دولت و همچنین کاهش مالیات میسر بود.

## تفاوت بین اقتصاد کینزی و کلاسیک
مهم‌ترین تفاوتی که بین اقتصاد کینزی و کلاسیک وجود دارد مربوط به سیاست‌های دولت می‌باشد. در اقتصاد کینزی اعتقاد بر این است که دولت در اقتصاد باید نقش فعالی داشته باشد و در طرف دیگر اقتصاددانان کلاسیک معتقدند که دخالت دولت در بازار باید به حداقل برسد.
دربارهٔ نقش دولت در اقتصاد، اقتصاددانان کلاسیک دوست ندارند که دولت در اقتصاد هزینه کند و بدهی‌های دولت را نمی‌پسندند؛ لذا این‌ها بودجه‌ای که متعادل باشد را ترجیح می‌دهند. ولی کینزی‌ها خیلی با بدهی دولت مشکلی ندارند و برای تحریک تقاضای بازار آن را مناسب تلقی می‌کنند.

## دلایل ظهور مکتب کینز
- بحران مالی سال ۱۹۲۹ تا ۱۹۳۳
- نظریه نئوکلاسیک، نتوانست وضعیت اقتصادی در زمان خود را تفسیر نماید و ارائه راه حل دهد.
- کسب موفقیت از نظریات کینز برای حل بحران مالی.[۳۲]

## نظریه مصرف کینز
یکی از مهم‌ترین نظریاتی که توسط کینز مطرح شد، نظریه مصرف یا تئوری درآمد مطلق (Absolute Income Hypothesis) است که کمک شایانی به علم اقتصاد نمود. جان مینارد کینز این نظریه را در سال ۱۹۳۶ در کتاب نظریه عمومی مطرح کرد. از زمان مطرح شدن این نظریه، همواره در تجزیه و تحلیل‌های اقتصاد کلان، تابع مصرف نقش تعیین‌کننده‌ای داشته‌است.
بر اساس این نظریه کینز معتقد است که طبق اصول روان‌شناسی افراد زمانی که درآمدشان افزایش یافت، مصرف خود را هم افزایش خواهند داد ولی این افزایش کم‌تر از افزایش درآمد خواهد بود؛ یعنی میل به مصرف نزولی است. همچنین کینز معقتد است که مسئله پس‌انداز یک کالای لوکس محسوب می‌شود؛ لذا وقتی اشخاص با افزایش درآمد مواجه می‌شوند، انتظار می‌رود که ثروتمندان بیش‌تر از فقیران، ثروت خود را پس‌انداز نمایند، بنابراین کاهش میل به مصرف محور اصلی نظریه کینز قرار گرفت.

## مرگ
کینز در طول زندگی خود تلاش زیادی برای منافع عمومی و کمک به دوستانش کرد. حتی زمانی که سلامتی‌اش ضعیف بود، برای سر و سامان دادن به امور مالی دانشکده قدیمی‌اش تلاش می‌کرد. او با کمک به راه‌اندازی سیستم برتون وودز، برای ایجاد یک سیستم پولی بین‌المللی که برای اقتصاد جهانی مفید باشد، کار کرد. در سال ۱۹۴۶، کینز دچار یک سری حملات قلبی شد که در نهایت به مرگ او منجر شد. چند هفته پس از بازگشت از ایالات متحده، کینز در ۲۱ آوریل ۱۹۴۶ در سن ۶۲ سالگی بر اثر حمله قلبی در تیلتون، خانه مزرعه خود در نزدیکی فرل، شرق ساسکس انگلستان، درگذشت. برخلاف میل او (او می‌خواست خاکسترش در دخمه‌ای در کینگز گذاشته شود) خاکسترش در داونز بالای تیلتون پراکنده شد.